# 金斯福德·史密斯 (澳大利亞國會選區)
金斯福德·史密斯選區（英語：Division of Kingsford Smith）是澳大利亞新南威爾斯州的下議院選區，位於悉尼市中心東南、植物灣北岸。面積49平方公里。
選區始於1949年。選區名紀念飛行先驅查爾斯·金斯福德·史密斯。本區一直是工黨佔優的選區。2004年以來當區的議員是彼得·加勒特。